# Ciepło powyłączeniowe

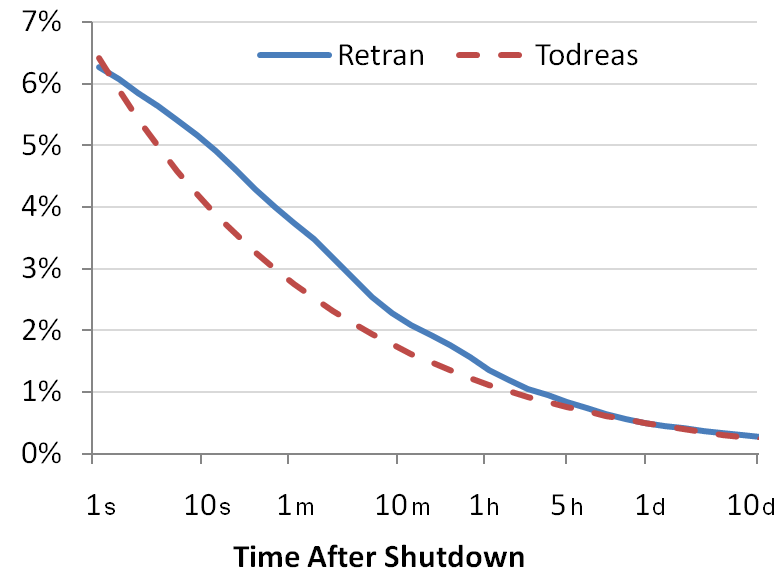
Ciepło powyłączeniowe jako ułamek (procent) pełnej mocy cieplnej reaktora poddanego awaryjnemu wyłączeniu w czasie obliczone różnymi metodami.

Ciepło powyłączeniowe – energia cieplna wytwarzana w reaktorze jądrowym po jego wyłączeniu, w stanie niekrytycznym, w wyniku przemian jądrowych zachodzących w produktach reakcji rozszczepienia paliwa jądrowego.

## Ciepło powyłączeniowe
Wyłączenie reaktora jądrowego, nawet przeprowadzone w sposób awaryjny, co w reaktorach wodnych ciśnieniowych trwa 1–2 sekundy, prowadzi do natychmiastowego niemal całkowitego przerwania łańcuchowej reakcji rozszczepiania jąder atomowych w paliwie jądrowym. Obecność w rdzeniu reaktora materiałów pochłaniających neutrony nie hamuje jednak naturalnych przemian jądrowych jakim podlegają produkty rozszczepienia wytworzone w reaktorze do chwili wyłączenia.
Ciepło emitowane przez produkty rozpadu stanowi ułamek nominalnej mocy cieplnej reaktora i szybko maleje z czasem. Tuż po wyłączeniu wynosi około 7% jej wartości. Po godzinie, w rdzeniu wydziela się już tylko 2% jego nominalnej mocy termicznej. W ciągu doby maleje ono do 0,4%. Tempo malenia zależy od obfitości poszczególnych radioizotopów i ich okresu półrozpadu.
Przybliżenie krzywej zaniku ciepła powyłączeniowego, w czasie od 10 sekund do 100 dni po wyłączeniu, określa wzór:
{\displaystyle {\frac {P}{P_{0}}}=0{,}066\left(\left(\tau -\tau _{s}\right)^{-0{,}2}-\tau ^{-0{,}2}\right),}
gdzie:
{\displaystyle P} – moc ciepła powyłączeniowego,
{\displaystyle P_{0}} – moc cieplna reaktora w momencie jego wyłączenia,
{\displaystyle \tau } – czas od momentu włączenia reaktora, mierzony w sekundach,
{\displaystyle \tau _{s}} – czas wyłączenia reaktora mierzony od momentu uruchomienia.
Używane paliwo jądrowe zawiera dużą liczbę radioaktywnych izotopów, powstałych głównie w wyniku reakcji rozszczepienia, jak i pochłaniania neutronów, ich ilość zależy od czasu pracy reaktora. Podlegają one prawu rozpadu promieniotwórczego, dlatego proste modele określają ciepło jako sumę zaników wykładniczych o różnych stałych zaniku i mocy początkowej.
{\displaystyle {\frac {P}{P_{0}}}=\sum _{i=1}^{11}P_{i}e^{-\lambda t}.}
Dokładniejsze modele rozważają łańcuchy rozpadów i rosnącą początkowo masę promieniotwórczych produktów rozpadów.
Odbiór ciepła powyłączeniowego z reaktorów jądrowych jest jednym z zagadnień bezpieczeństwa reaktorów. Szczególnie zaraz po planowym wyłączeniu reaktora lub w przypadku nastąpienia awarii z utratą chłodziwa. Brak odbioru lub odbiór nieefektywny może doprowadzić do wzrostu temperatury rdzenia reaktora aż do grożącej jego stopieniem.
We współczesnych przemysłowych reaktorach jądrowych awaryjny odbiór ciepła powyłączeniowego zapewniają bierne i aktywne układy awaryjnego chłodzenia reaktora (UACR). Niektóre reaktory mogą też chłodzić się samoistnie, dzięki wykorzystaniu zjawisk fizycznych, jak konwekcja.